# TW-Hydrae-Assoziation
Die TW-Hydrae-Assoziation, auch TW-Hya-Assoziation oder kurz TWA, ist ein Gebiet Junger Sterne, welche etwa 50 Parsec von der Erde entfernt und etwa 8 Millionen Jahre alt sind.

## Beschreibung
Benannt ist das Gebiet nach dem Stern TW Hydrae und es wurde zum ersten Mal von einem Team um Joel H. Kastner 1997 vorgeschlagen.
Man geht davon aus, dass die Assoziation etwa 30 Mitglieder hat, jedoch ist dies nicht gesichert, da die TWA sich mit der Lower-Centaurus Crux überschneidet, welche der Scorpius-Centaurus-Assoziation zugeschrieben wird. So gibt es auch die Theorie, dass TWA der vordere Teil der Lower-Centaurus Crux sei.

### Mitglieder
Bekannte Mitglieder dieser Assoziation sind neben TW Hya, Hen-3 600, HD 98800 und HR4796A, bei denen eine Staubscheibe entdeckt wurde.
Zudem existiert mit 2M1207 ein Planetensystem mit dem Exoplaneten 2M1207b.
Neben WISEA 1147 wird auch im System TWA 5 ein Brauner Zwerg vermutet.
Ein weiteres Mitglied ist 2MASS 1119-11, welches 2017 als das erste bekannte Doppelplanetensystem identifiziert werden konnte.